# 臺灣書院
臺灣書院（英語：Taiwan Academy），是中華民國文化部在2011年成立的非營利組織，為台灣藝術文化打造國際曝光的舞台，促進台灣與全球的深度文化交流與產業接軌合作。

## 歷史
雖然中華民國在此之前早已在海外設立了中文學校和文化中心，但臺灣書院的設立，象徵著文化部與僑委會於文化外交工作上的事權集中，尤其後者在傳統上只關注海外華人。此書院的設立，是2008年中華民國總統選舉時的候選人馬英九在其政見中提出的，並計劃設立一個華人的諾貝爾獎。
2011年10月14日，臺北經濟文化代表處在紐約、洛杉磯、休士頓同日設立了臺灣書院；時任文化部長龍應台說明臺灣書院並非與中國大陸孔子學院競爭，但也暫時不與其合作。

## 據點
除了在美國設立3處台灣書院，2013年9月，文化部也在64個國家設立了臺灣書院的聯絡點。聯絡點設於與台灣有長期合作協議的教育機構，以協助臺灣書院的資訊傳播，並推廣臺灣書院提供的方案。

## 活動
臺灣書院的每年用於資助臺灣研究與漢學研究的預算約為2,110萬美金，同時也計劃促進與外國學術單位的交流。臺灣書院並提供了由文化部主辦的臺灣電影工具箱，其中包括了臺灣出身的國際知名導演侯孝賢與楊德昌的作品。其他計畫包括了建置在台灣的非中國文化數位圖書館等。

## 外部連結
- 文化部駐外單位資訊 （页面存档备份，存于）
- 官方網站(已過期)